# Алленпорт (округ Гантінгдон, Пенсільванія)
Алленпорт (англ. Allenport) — переписна місцевість (CDP) в США, в окрузі Гантінгдон штату Пенсільванія. Населення — 572 особи (2020).

## Географія
Алленпорт розташований за координатами 40°22′3″ пн. ш. 77°52′27″ зх. д. / 40.36750° пн. ш. 77.87417° зх. д. (40.367638, -77.874104).  За даними Бюро перепису населення США в 2010 році переписна місцевість мала площу 2,69 км², з яких 2,51 км² — суходіл та 0,18 км² — водойми.

## Демографія
Згідно з переписом 2010 року, у переписній місцевості мешкало 648 осіб у 260 домогосподарствах у складі 172 родин. Густота населення становила 241 особа/км².  Було 285 помешкань (106/км²).
Расовий склад населення:
| - 98,3 % — білих - 0,9 % — чорних або афроамериканців |

До двох чи більше рас належало 0,8 %. Частка іспаномовних становила 1,4 % від усіх жителів.
За віковим діапазоном населення розподілялося таким чином: 24,4 % — особи молодші 18 років, 58,8 % — особи у віці 18—64 років, 16,8 % — особи у віці 65 років та старші. Медіана віку мешканця становила 39,2 року. На 100 осіб жіночої статі у переписній місцевості припадало 94,0 чоловіків;  на 100 жінок у віці від 18 років та старших — 87,7 чоловіків також старших 18 років.
Середній дохід на одне домашнє господарство  становив 43 468 доларів США (медіана — 30 446), а середній дохід на одну сім'ю — 48 916 доларів (медіана — 34 375). За межею бідності перебувало 17,6 % осіб, у тому числі 29,2 % дітей у віці до 18 років та 5,2 % осіб у віці 65 років та старших.
Цивільне працевлаштоване населення становило 286 осіб. Основні галузі зайнятості: роздрібна торгівля — 28,7 %, освіта, охорона здоров'я та соціальна допомога — 24,1 %, виробництво — 15,7 %, публічна адміністрація — 12,9 %.